# Anders Nordin
Anders Nordin es un deportista sueco que compitió en vela en la clase Soling. Ganó tres medallas en el Campeonato Europeo de Soling entre los años 1969 y 1979.

## Palmarés internacional
| Campeonato Europeo | Campeonato Europeo    | Campeonato Europeo | Campeonato Europeo |
| Año                | Lugar                 | Medalla            | Clase              |
| ------------------ | --------------------- | ------------------ | ------------------ |
| 1969               | Sandhamn (Suecia)     | Medalla de oro     | Soling             |
| 1970               | Hankø (Noruega)       | Medalla de plata   | Soling             |
| 1979               | La Rochelle (Francia) | Medalla de bronce  | Soling             |